# Daniele Bonera
Daniele Bonera (* 31. Mai 1981 in Brescia) ist ein ehemaliger italienischer Fußballspieler und heutiger -trainer.

## Spielerkarriere
Bonera startete seine Karriere bei Brescia Calcio, wo er in der Saison 1999/2000 sein Profidebüt in der Serie B gab. Sein erstes Serie-A-Spiel bestritt er bei der 2:4-Niederlage gegen Udinese Calcio im Oktober 2000. Nachdem er noch zwei weitere starke Saisons bei Brescia spielte, die ihn sogar bis ins Nationalteam führten, wechselte er 2002 zum AC Parma (ab 2004 FC Parma). Auch dort war er auf Anhieb Stammspieler und machte sich nach vier konstant guten Spielzeiten für den AC Mailand interessant, der ihn 2006 für 2,5 Millionen Euro unter Vertrag nahm.
In seiner ersten Saison bei Milan machte er 21 Spiele in der Serie A und gewann im Mai 2007 mit Milan die Champions League. In der zweiten und dritten Saison kam er aufgrund der Verpflichtung von Gianluca Zambrotta und der vielen verletzten Innenverteidiger zumeist als zentraler Abwehrspieler zum Einsatz.
Bonera spielte 16 mal für die italienische Nationalmannschaft. Seinen ersten Einsatz für Italien hatte er am 5. September 2001 gegen Marokko. 2006 stand er kurz davor in den siegreichen italienischen Kader für die WM 2006 zu kommen. Erst in der letzten Woche vor der WM entschied sich, dass der wiedergenesene Gianluca Zambrotta doch spielen könne und Bonera damit nicht gebraucht würde.
Da sein Vertrag Ende Juni 2015 beim AC Mailand ausgelaufen war, unterschrieb er am 1. September 2015 für ein Jahr lang beim FC Villarreal.

## Trainerkarriere
Nach seinem Karriereende als Spieler trat Bonera im Sommer 2019 als Techniktrainer dem Trainerteam der AC Mailand unter Marco Giampaolo und später Stefano Pioli bei. Während dieser Zeit absolvierte er auch sein UEFA-Pro-Trainerdiplom. In der Saison 2021/22 konnte er mit den Mailändern die italienische Meisterschaft gewinnen. 
Zur Saison 2024/25 übernahm er die neu gegründete 2. Mannschaft der AC Mailand in der Serie C. Nach einem schwachen Saisonverlauf und einer Platzierung auf dem 18. Tabellenplatz wurde Bonera bereits Ende Februar 2025 von seinem Amt freigestellt.

## Erfolge als Spieler
Nationalmannschaft
- U-21-Europameister: 2004
- Bronzemedaille bei den Olympischen Sommerspielen 2004

AC Mailand
- Italienische Meisterschaft: 2010/11
- UEFA Champions League: 2006/07
- UEFA Super Cup: 2007
- FIFA-Klub-Weltmeisterschaft: 2007